# Carl von Helvig
Carl von Helvig, auch Karl Gottfried von Helvig (* 4. September 1764 in Stralsund als Carl (Friedrich Ludwig) Gottfried Hellwig; † 11. Mai 1844 in Berlin) war schwedischer Generalfeldzeugmeister und preußischer Generalleutnant der Artillerie.

## Leben
Er entstammte einer ursprünglich sächsischen Familie und war der Sohn des Zimmerermeisters und Ältermanns des Zimmerleute Kaspar Christian Hellwig. Helvig besuchte die Stadtschule in Stralsund. Die Einkünfte des Vaters reichten nicht, ihm den Besuch einer höheren Bildungseinrichtung zu ermöglichen. Obwohl bereits in der Schule sein zeichnerisches und mathematisches Talent entdeckt und gefördert worden war, musste er nach dem Willen des Vaters eine Zimmererlehre beginnen. Er erwies sich jedoch als körperlich ungeeignet und beschäftigte sich, nach einer Verletzung autodidaktisch mit Fortifikationszeichnungen. 1781 bestand er die Aufnahmeprüfung und ging als Ingenieurkadett für Festungsbau nach Göteborg. Nachdem er dort seinen Unterhalt nicht mehr finanzieren konnte und keine Unterstützung bekam, ließ er sich dort von der schwedischen Artillerie anwerben. Er wurde 1782 Unteroffizier und war an einem Feldzug nach Norwegen beteiligt. 1788 wurde er Unterleutnant. Während des Finnlandfeldzuges 1789 wurde König Gustav III. auf ihn aufmerksam. Der diesem nachfolgende Regent, der Herzog von Södermannland, beschloss berittene Artillerie einzurichten. Dazu wurde aus Schwedisch-Pommern stammende Artillerieoffizier Carl Friedrich Kobes (später als Carl von Cardell geadelt) von Stralsund nach Schweden berufen. Dieser wählte Helvig zu seinem Gehilfen, der 1794 zum Stabshauptmann befördert wurde. Obwohl die beiden in Streit gerieten und Helvig 1795 zum Major im Wendesschen (Wendländischen) Artillerieregiment befördert wurde, übernahm Cardell einige maßgebende Ideen Helvigs.
Als Helvig in seiner neuen Position vorschlug, die schwedische Artillerie mit eisernen Geschützen auszurüsten, geriet er erneut in Streitigkeiten. Der Herzog von Södermannland beorderte ihn daher zur Gesandtschaft nach Konstantinopel. Helvig führte 1796 Untersuchungen in der Gegend von Çanakkale durch, wo später Troja entdeckt wurde, und trat mit verschiedenen Gelehrten seiner Zeit sowie mit Napoleon Bonaparte in Verbindung.
Nach seiner Rückkehr setzte er sich erneut für eine Reform der Artillerie ein. 1802 wurde er Oberstleutnant bei der Artillerie der Leibgarde und Mitglied des Artilleriekomitees. Er machte sich als Waffenkonstrukteur verdient und führte 1804 die später nach ihm benannte Helvigsche Feldkanone ein, die um etwa ein Drittel leichter war, als das ältere verwendete Modell von 1749, später aber durch Cardells Konstruktion verdrängt wurde. Im selben Jahr wurde er Mitglied der Königlich Schwedischen Akademie der Wissenschaften. Der von ihm entwickelte Feldjägerstutzen hatte einen Lauf mit achteckiger Kammer, vier Züge und ein Bajonett. Sein Kaliber von 21,2 Millimeter war das größte in Schweden im 19. Jahrhundert.
1805 wurde Helvig zum Generaladjutanten des Königs sowie zum Oberst und Inspekteur der Artillerie befördert. 1807 wurde er zum Generalfeldzeugmeister und Kommandeur der gesamten Artillerie befördert. Im selben Jahr wurde er in den schwedischen Adelsstand erhoben. Die Beziehungen zum König Karl XIII. gestalteten sich später ungünstig, so dass Helvig 1815 mit dem Übergang Schwedisch-Pommerns an Preußen seinen Abschied nahm und am 19. Dezember 1815 als Generalmajor in den preußischen Militärdienst trat. Hier war man besonders an seinen Kenntnissen über eiserne Kanonenrohre interessiert. Als er sich wegen der Herstellung mit den Hüttenbehörde überwarf, geriet die Angelegenheit ins Stocken. Schließlich wurde Helvig 1826 als Generalleutnant pensioniert.
Bis zu seinem Tod lebte er in Berlin, wo er sich mit wissenschaftlichen Arbeiten beschäftigte. 

## Familie
Er heiratete 1803 Amalie von Imhoff (1776–1831). Das Paar hatte 5 Kinder, von denen ein Sohn und eine Tochter  überlebten. Der bayrische Generalleutnant Hugo von Helvig (1837–1891) war sein Enkel.

## Schriften
- Bemerkungen über Blitz und Donner, nebst Vermuthungen über das Entstehen der Luft-Erscheinungen. In: Annalen der Physik. Band 51, Issue 10, 1815, S. 117–148.